# Piotr Alexeïevitch Pahlen
Pour les articles homonymes, voir Pahlen.
Le comte Peter Ludwig von der Pahlen (en russe : Пётр Алексеевич Пален, Piotr Alexeïevitch Pahlen), né le 17 juillet 1745 (Calendrier julien) / 28 juillet 1745 Calendrier grégorien) à Palms et décédé le 13 février 1826 (Calendrier julien) / 25 février 1826 Calendrier grégorien) à Mittau, est un homme politique d'origine germano-balte et général de cavalerie russe (1798), sous le règne de Paul Ier de Russie. Il fut ministre des Affaires étrangères, gouverneur de Riga (1777), gouverneur de Courlande (1795), gouverneur militaire de Saint-Pétersbourg du 8 août 1798 au 30 juin 1801.

## Famille
Peter Ludwig von der Pahlen fut probablement le fils d'Arend Diedrich von der Pahlen (1706-1753) et d'Élisabeth Madeleine Derfelden.

## Biographie
Issu d'une famille d'origine poméranienne installée au XVe siècle en Livonie. Peter Ludwig von der Pahlen servit dans un régiment de la Garde à cheval. Il prit part à la Guerre de Sept Ans (1756-1763), à la guerre russo-turque de 1768-1774, où il fut blessé à Bendery et décoré de l'ordre de Saint-Georges (quatrième classe). Pendant la guerre russo-turque de 1787-1792, il se distingua au siège d'Otchakov (1788) et reçut l'ordre de Saint-Georges (troisième classe).
En 1777, Pahlen reçut la charge de gouverneur de Riga. Il mena des négociations avec Biron, celui-ci céda la Courlande et la Sémigalie à la Russie impériale (1795). La même année Pahlen devint le premier gouverneur de la Courlande.

### Règne de PaulIerde Russie
Le 3 mars 1796, Piotr Alexeïevitch Pahlen fut nommé à la tête du régiment de cuirassiers de Riga, mais le nouvel empereur lui fit regretter ses liens avec le prince Zoubov (1767-1822), dernier favori de la Grande Catherine alors en disgrâce. En janvier 1797, il fut limogé de son poste de gouverneur et le 26 février 1797 il fut relevé de son commandement du régiment de cuirassiers et exclu de l'armée. Mais sa disgrâce ne dura pas, il réintégra rapidement l'armée et fut nommé inspecteur de la cavalerie et commandant des troupes à cheval. Rapidement, il sut acquérir la confiance de Paul Ier. Celle-ci dura trois ans (1798-1801). Pendant ces années fastes, il fut nommé général en 1898. Du 8 août 1798 au 30 juin 1801, il occupa le poste de gouverneur de Saint-Pétersbourg, et fut également gouverneur des provinces baltes, directeur de la poste impériale de Russie, membre du Conseil des Affaires étrangères (ministre des Affaires étrangères).
Au cours du mandat de Pahlen en tant que gouverneur de Saint-Pétersbourg, le château de Saint-Michel dans le centre de Saint-Pétersbourg et l'École navale militaire furent achevés. Le Champ de Mars (grand parc situé au centre de Saint-Pétersbourg d'une superficie de 9 hectares) reçut de nouveaux monuments dédiés à la mémoire des princes Roumiantsev (1725-1796) et Souvarov (1729-1800). La fonderie de fer fut transférée de Cronstadt à Saint-Pétersbourg, en 1807. Il fut à l'origine de la Société américaine de Russie. Furent créés également pendant son mandat : l'Académie de médecine et de chirurgie (1798), l'École Sainte-Catherine, la filature de coton (1798). La construction de la cathédrale de Kazan débuta en 1801. En 1799, il fut élevé par  Paul Ier  au rang de comte d'Empire, il fut le premier membre de la famille Pahlen à porter ce titre.

### Conspiration et régicide
Le 25 août 1800, Pahlen fut limogé de son poste de gouverneur de Saint-Pétersbourg, pour être reconduit dans les mêmes fonctions le 1er avril 1801 en tant que gouverneur militaire. Entre ces deux dates, il fut éloigné de la capitale avec sa nomination comme gouverneur de Livonie. Comprenant la fragilité de sa position, il rejoignit les conspirateurs qui ourdissaient un complot contre l'Empereur Paul Ier. Ceux-ci se réunissaient chez Olga Alexandra Zoubova (1766-1849), sœur des frères Zoubov. Avec Nikolaï Alexandrovitch Zoubov (1763-1805), le comte fut l'un des chefs du complot. Dans cette conspiration, il joua un double jeu : il tenta de dissimuler sa participation, au cas où il y aurait un échec. Paul Ier eut connaissance de la conspiration ourdie contre sa personne ; aussi, le 9 mars 1801, le tsar questionna Pahlen afin d'obtenir une réponse concernant ce complot. Le comte stupéfait, s'expliqua comme il le put ; il avoua au tsar l'existence du complot et lui avoua également sa participation, mais dit-il uniquement pour démasquer les coupables. Le tsar crut le général. Lors de l'assassinat de Paul Ier perpétré dans la nuit du 11 mars au 12 mars 1801 au Palais Saint-Michel, Pahlen était présent. Après l'assassinat du tsar, le comte se fit une ennemie en la personne de l'impératrice Marie. Elle usa de tous les moyens mis à sa disposition pour l'empêcher d'accéder à tout poste d'importance sous le règne suivant d'Alexandre Ier. Pendant une brève période, il fut reconduit dans ses fonctions de gouverneur militaire de Saint-Pétersbourg et conseiller des Affaires étrangères. Le 1er avril 1801, il fut déchargé de toutes ses fonctions et sur ordre impérial il dut se retirer dans ses terres de Courlande.
Franc-maçon, il fut membre de la loge des "Amis réunis", avec le grade de Maître.

### Décès
Piotr Alexeïevitch Pahlen décéda à Mittau le 13 février 1826.

## Descendance
Piotr Alexeïevitch Pahlen est le père du comte Pavel Petrovitch Pahlen (1775-1834), général de cavalerie, héros de la guerre de 1812, du comte Piotr Petrovitch Pahlen (1778-1864), général de cavalerie, héros de la guerre de 1812, de la guerre russo-turque de 1828-1829 et de la campagne militaire lors de l'Insurrection de la Pologne (29 novembre 1830-octobre 1831). Son fils Fiodor Petrovitch Pahlen (1780-1863) est ambassadeur russe et membre du conseil d'état.
Piotr Petrovitch Pahlen est également le grand-père du comte Constantin Ivanovitch Pahlen.

## Distinctions
- Ordre de Saint-Jean de Jérusalem (Russie impériale)
- Ordre de Saint-André
- Ordre de Saint-Georges (troisième et quatrième classes)
- Ordre de Saint-Vladimir
- Ordre de Saint-Alexandre Nevski
- Ordre de Sainte-Anne
- Chevalier de l'ordre de Saint-Lazare de Jérusalem en 1801

## Biographie
- Michel Heller, Histoire de la Russie et de son empire, Paris, Perrin, coll. « Tempus », 2015 (1re éd. 1995), 1100 p. (ISBN 2081235331), Deuxième partie, « Le régicide », p. 907-suiv.